# قائمة أنواع الجهنمية
يوجد عدة أنواع من جنس البوغنفيلية:
- بوغنفيلية برباريسية الأوراق (الاسم العلمي:Bougainvillea berberidifolia)
- بوغنفيلية بوتيانية (الاسم العلمي:Bougainvillea buttiana)
- بوغنفيلية جريسية (الاسم العلمي:Bougainvillea campanulata)
- بوغنفيلية جرداء (الاسم العلمي:Bougainvillea glabra)
- بوغنفيلية هرزوغية (الاسم العلمي:Bougainvillea herzogiana)
- بوغنفيلية غازية (الاسم العلمي:Bougainvillea infesta)
- بوغنفيلية ليمانيانية (الاسم العلمي:Bougainvillea lehmanniana)
- بوغنفيلية ليمانية (الاسم العلمي:Bougainvillea lehmannii)
- بوغنفيلية مالمية (الاسم العلمي:Bougainvillea malmeana)
- بوغنفيلية بسيطة (الاسم العلمي:Bougainvillea modesta)
- بوغنفيلية غليظة الورق (الاسم العلمي:Bougainvillea pachyphylla)
- بوغنفيلية بيروفية (الاسم العلمي:Bougainvillea peruviana)
- بوغنفيلية تفاحية (الاسم العلمي:Bougainvillea pomacea)
- بوغنفيلية مبكرة (الاسم العلمي:Bougainvillea praecox)
- بوغنفيلية منظارية (الاسم العلمي:Bougainvillea spectabilis)
- بوغنفيلية شوكية (الاسم العلمي:Bougainvillea spinosa)
- بوغنفيلية سويقية (الاسم العلمي:Bougainvillea stipitata)
- بوغنفيلية ترولية (الاسم العلمي:Bougainvillea trollii)
- بوغنفيلية شجرية (الاسم العلمي:Bougainvillea arborea)
- بوغنفيلية حزمية (الاسم العلمي:Bougainvillea fasciculata)
- بوغنفيلية نحيلة الأزهار (الاسم العلمي:Bougainvillea graciliflora)
- بوغنفيلية عنقودية (الاسم العلمي:Bougainvillea racemosa)
- بوغنفيلية بيضاء مصفرة (الاسم العلمي:Bougainvillea luteoalba)